# 松橋真三
松橋 真三（まつはし しんぞう、1969年8月18日 - ）は、日本の映画プロデューサー。青森県十和田市出身。代表作に『バトル・ロワイアル』『るろうに剣心』『銀魂』『キングダム』『国宝』など。

## 人物・来歴
1969年、青森県十和田市生まれ。青森県立三本木高等学校、早稲田大学法学部卒業。1994年に衛星放送WOWOWに入社。最初は営業部に配属になり、創立間もなかった同社の契約拡大に奔走した。
2000年公開の映画『バトル・ロワイアル』（深作欣二監督）に協力プロデューサーとして参画し、映画プロデューサーの道を歩み始める。WOWOWの代表番号に深作監督本人から出資依頼の電話が入り、取次ぎ先に困った受付担当者が松橋に相談したことで縁を持ったという。
2005年に独立し、映画製作会社STUDIO SWANを設立。2012年にフリーランスとなり、ワーナー・ブラザーズとプロデューサー契約を結ぶ。2015年8月、株式会社プラスディーの取締役に就任。
2018年5月に映画『銀魂』の製作陣を代表して、優れた映画プロデューサーに贈られる「藤本賞」（主催・映画演劇文化協会）の特別賞を受賞。受賞理由は「大人気コミック『銀魂』の映画化に際し、ナンセンスな笑いとアクションを融合させるユニークなチャレンジで比類なき新鮮な作品として製作」し、「290万人を超える観客に支持される大ヒットを記録」したことについて。
2018年10月、株式会社クレデウスを設立、代表取締役に就く。
漫画作品の実写化を数多く手掛けている。2019年4月公開の映画『キングダム』は、同年の実写邦画で1位となる興行収入57.3億円を記録するヒット作となった。2020年6月、『キングダム』製作陣を代表して第39回藤本賞・特別賞を受賞（村田千恵子、稗田晋、森亮介、北島直明と共同受賞）。

## 主な作品

### 映画
- 「国宝」（2025年）
- 「キングダム 大将軍の帰還」（2024年）
- 「ゴールデンカムイ」（2024年）
- 「かぞく」（2023年）
- 「沈黙の艦隊」（2023年）
- 「赤ずきん、旅の途中で死体と出会う。」（2023年）
- 「キングダム 運命の炎」（2023年）
- 「ブラックナイトパレード」（2022年）
- 「キングダム2 遥かなる大地へ」（2022年）
- 「ノイズ」（2022年）
- 「夏への扉 -キミのいる未来へ-」（2021年）
- 「新解釈・三國志」（2020年）
- 「小説の神様　君としか描けない物語」（2020年）
- 「AI崩壊」（2020年）
- 「町田くんの世界」（2019年）
- 「キングダム」（2019年）
- 「銀魂2 掟は破るためにこそある」（2018年）
- 「50回目のファーストキス」（2018年）
- 「ママレード・ボーイ」（2018年）
- 「悪と仮面のルール」（2018年）
- 「斉木楠雄のΨ難」（2017年）
- 「銀魂」（2017年）
- 「オオカミ少女と黒王子」（2016年）
- 「女子ーズ」（2014年）
- 「黒執事」（2014年）
- 「すべては君に逢えたから」（2013年）
- 「るろうに剣心」（2012年）
- 「パラダイス・キス」（2011年）
- 「ジーン・ワルツ」（2011年）
- 「ＭＷ-ムウ-」（2009年）※「木村春夫」のペンネームで大石哲也と共同で脚本も担当[13]
- 「カフーを待ちわびて」（2009年）
- 「KIDS」（2008年）
- 「きみにしか聞こえない」（2007年）
- 「ただ、君を愛してる」（2006年）
- 「バトル・ロワイアル」特別篇（2001年）
- 「バトル・ロワイアル」（2000年）※協力プロデューサー

### ドラマ
- 「志村けんとドリフの大爆笑物語」（2021年）
- 「銀魂2 -世にも奇妙な銀魂ちゃん-」（2018年）
- 「銀魂 -ミツバ篇-」（2017年）
- 「今日からヒットマン」（2014年）
- 「ヤング ブラック・ジャック」（2011年）
- 「恋愛小説」（2004年）